# Comuna Săulești, Gorj
Săulești este o comună în județul Gorj, Oltenia, România, formată din satele Bibești, Dolcești, Purcaru și Săulești (reședința).

## Demografie
Componența etnică a comunei Săulești
     Români (92,58%)
     Alte etnii (0%)
     Necunoscută (7,42%)
Componența confesională a comunei Săulești
     Ortodocși (91,99%)
     Alte religii (0,24%)
     Necunoscută (7,76%)
Conform recensământului efectuat în 2021, populația comunei Săulești se ridică la 2.061 de locuitori, în scădere față de recensământul anterior din 2011, când fuseseră înregistrați 2.110 locuitori. Majoritatea locuitorilor sunt români (92,58%), iar pentru 7,42% nu se cunoaște apartenența etnică. Din punct de vedere confesional, majoritatea locuitorilor sunt ortodocși (91,99%), iar pentru 7,76% nu se cunoaște apartenența confesională.

## Politică și administrație
Comuna Săulești este administrată de un primar și un consiliu local compus din 11 consilieri. Primarul, Constantin Drăghici-Rucsanda[*], de la Partidul Social Democrat, este în funcție din 2004. Începând cu alegerile locale din 2024, consiliul local are următoarea componență pe partide politice:
|  | Partid                          | Consilieri | Componența Consiliului | Componența Consiliului | Componența Consiliului | Componența Consiliului | Componența Consiliului | Componența Consiliului | Componența Consiliului | Componența Consiliului | Componența Consiliului |
|  | ------------------------------- | ---------- | ---------------------- | ---------------------- | ---------------------- | ---------------------- | ---------------------- | ---------------------- | ---------------------- | ---------------------- | ---------------------- |
|  | Partidul Social Democrat        | 9          |                        |                        |                        |                        |                        |                        |                        |                        |                        |
|  | Partidul Național Liberal       | 1          |                        |                        |                        |                        |                        |                        |                        |                        |                        |
|  | Alianța pentru Unirea Românilor | 1          |                        |                        |                        |                        |                        |                        |                        |                        |                        |